# نهروان (مدينة)
النهروان  وهي مدينة تقع جنوب شرق بغداد العاصمة والجزء الشمالي منها يقع قرب من ملتقى نهر ديالى مع نهر دجلة, و هي منطقة زراعية أصلا تحولت مؤخراً إلى مدينة في الضواحي, هي قريبة من مدينة المدائن التي تحوي آثار طاق كسرى.
تبعد المدينة عن بغداد حوالي 35 كليو متر. وهناك أكثر من مجمع سكني فيها، أهمها مجمع سكني لموظفي شركة الاستكشافات النفطية وبعض موظفي وزارة النفط حيث بني المجمع على طراز حديث لإسكان الموظفين إلا أنه لا يغطي إلا القليل جدا مما هو مطلوب.
ومن أبرز هذه المجمعات (المجمع السكني النفطي) الذي يحتوي على ما يقارب ال 400 منزل مبنية بطراز حديث.
والمدينة أنشأت في عام 1988 م حيث وزعت قطع أراضي من قبل الدولة على عدد من المواطنين، يبلغ طول المدينة حوالي 3 كيلو متر وعرضها بحدود واحد كيلو متر يسكنها حوالي 250000 ألف نسمه.
كما انه يوجد في أكبر مجمع لصناعه الطابوق في بغداد وكذلك مجمع لدباغة الجلود و يوجد فيها أكثر 300 معمل طابوق .